# Шевченкове (Тернопільський район)

Шевче́нкове — село в Україні, у Підволочиській селищній громаді Тернопільського району Тернопільської області. Розташоване на сході району. Раніше було підпорядковане Клебанівській сільраді.
Від вересня 2015 року ввійшло у склад Підволочиської селищної громади.
Населення — 142 особи (2007).

## Історія
Відоме від 1540-х як Яцівці (назва — до 1940-х).
Діяли «Просвіта» та інші товариства.
12 червня 2020 року, відповідно до розпорядження Кабінету Міністрів України  № 724-р «Про визначення адміністративних центрів та затвердження територій територіальних громад Тернопільської області», увійшло до складу Підволочиської селищної громади.
19 липня 2020 року, в результаті адміністративно-територіальної реформи та ліквідації Підволочиського району, село увійшло до складу новоствореного Тернопільського району.

## Релігія
- церква святих верховних апостолів Петра і Павла (1924, перебудовується з костелу, УГКЦ),
- капличка.

## Соціальна сфера
Працюють клуб, бібліотека, ФАП, торг. заклад.

## Галерея

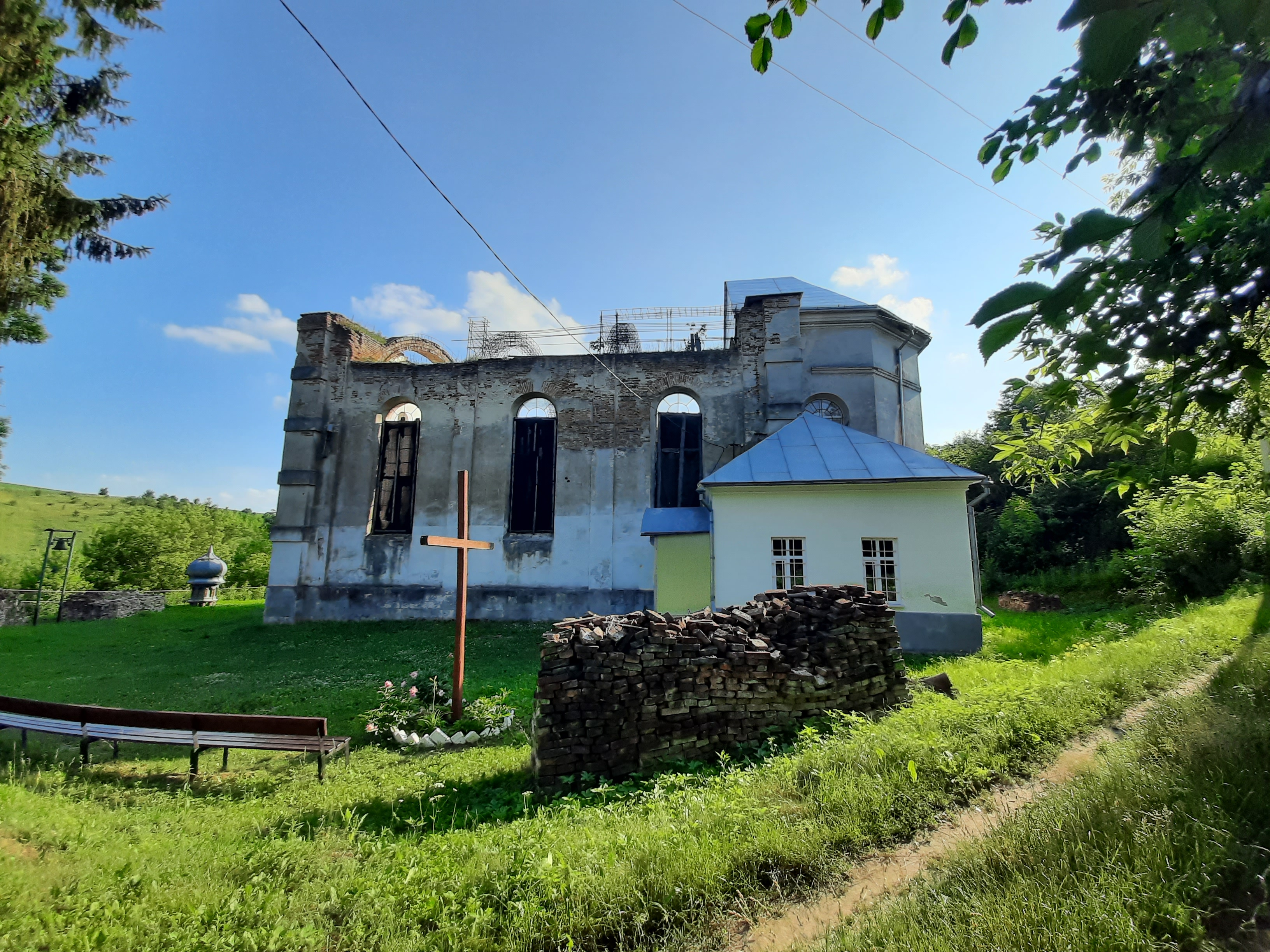
Церква Святих Верховних Апостолів Петра і Павла в будівлі старого костелу
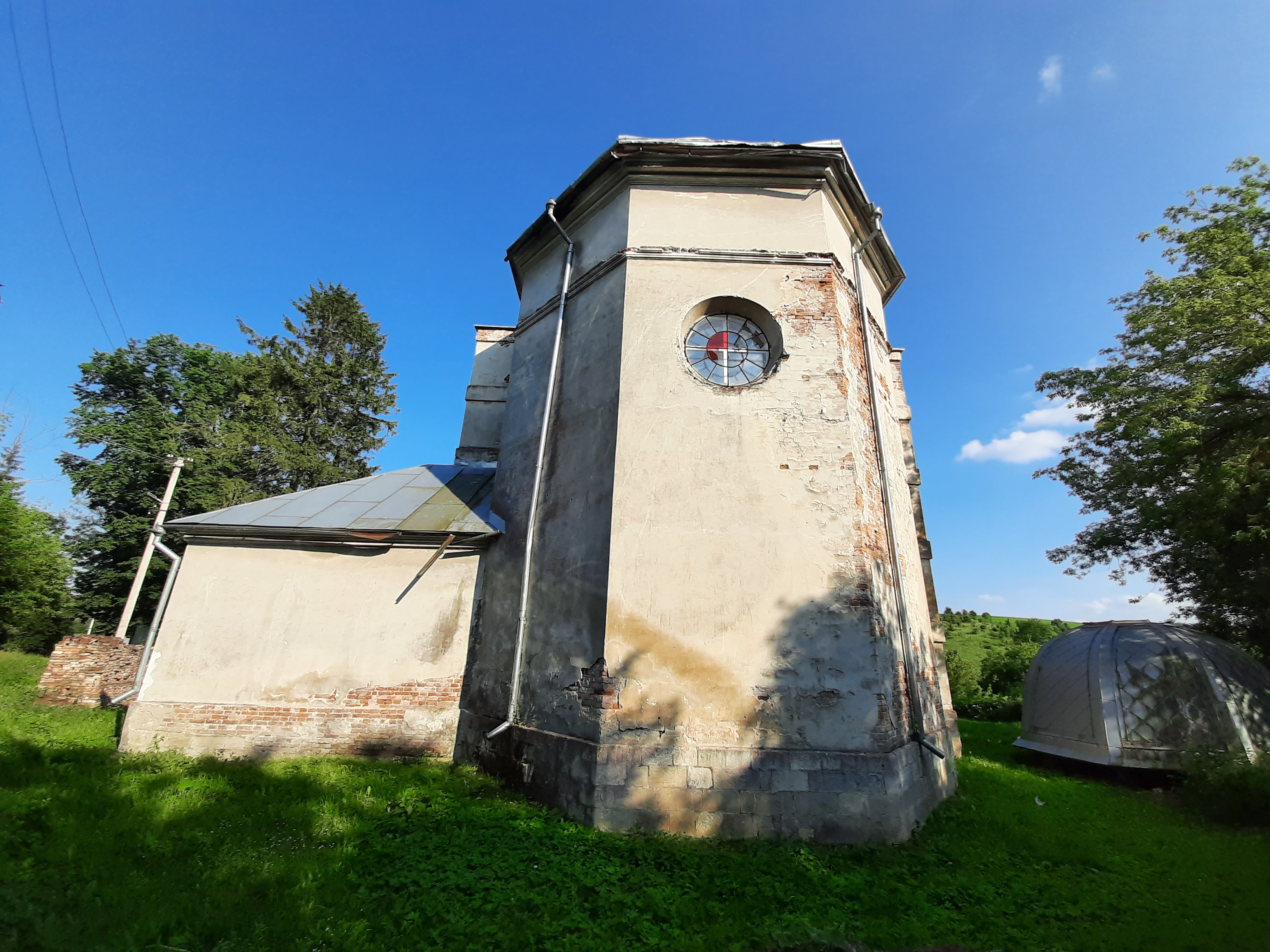
Старий костел
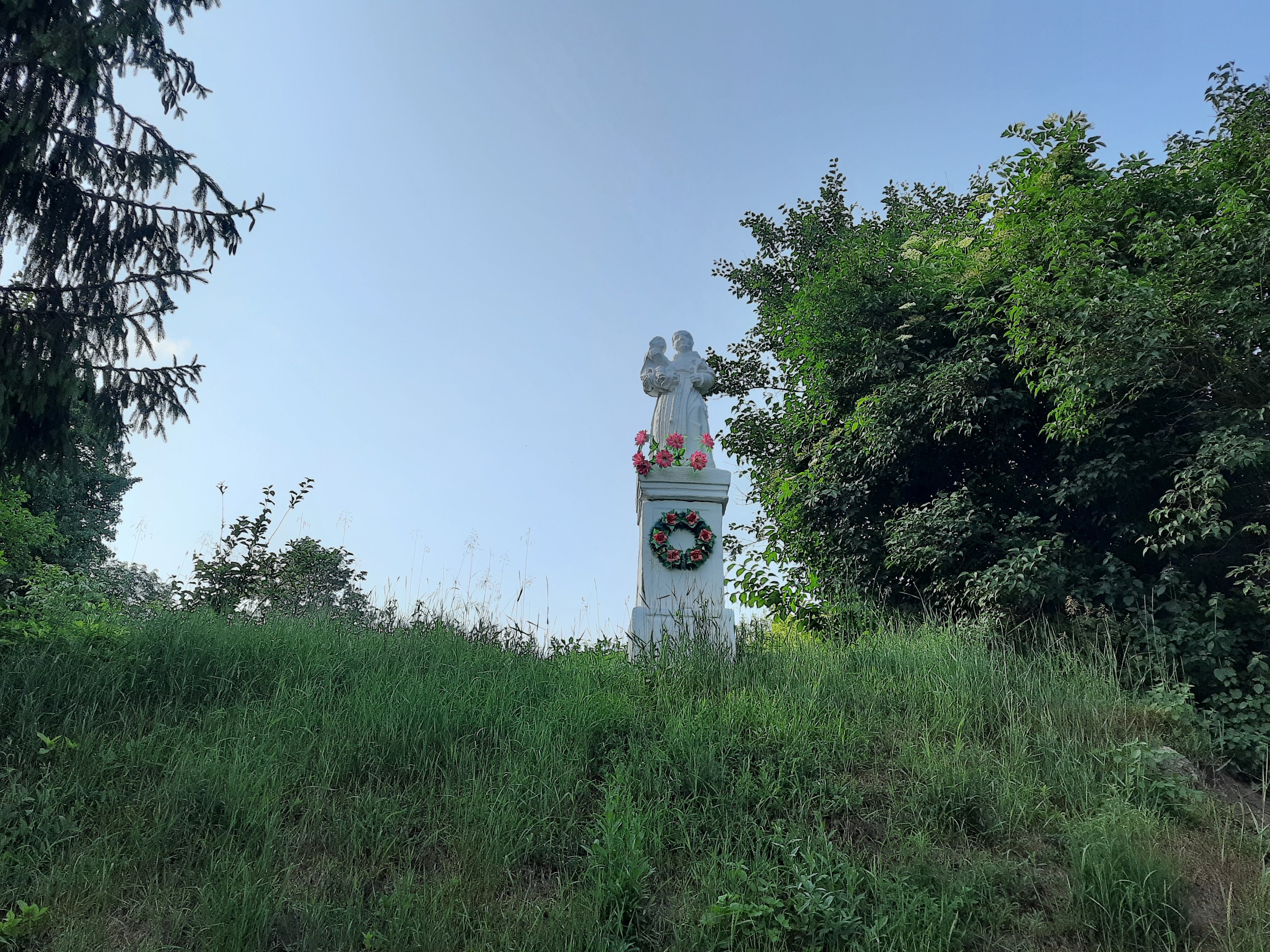
"Фігура" край дороги
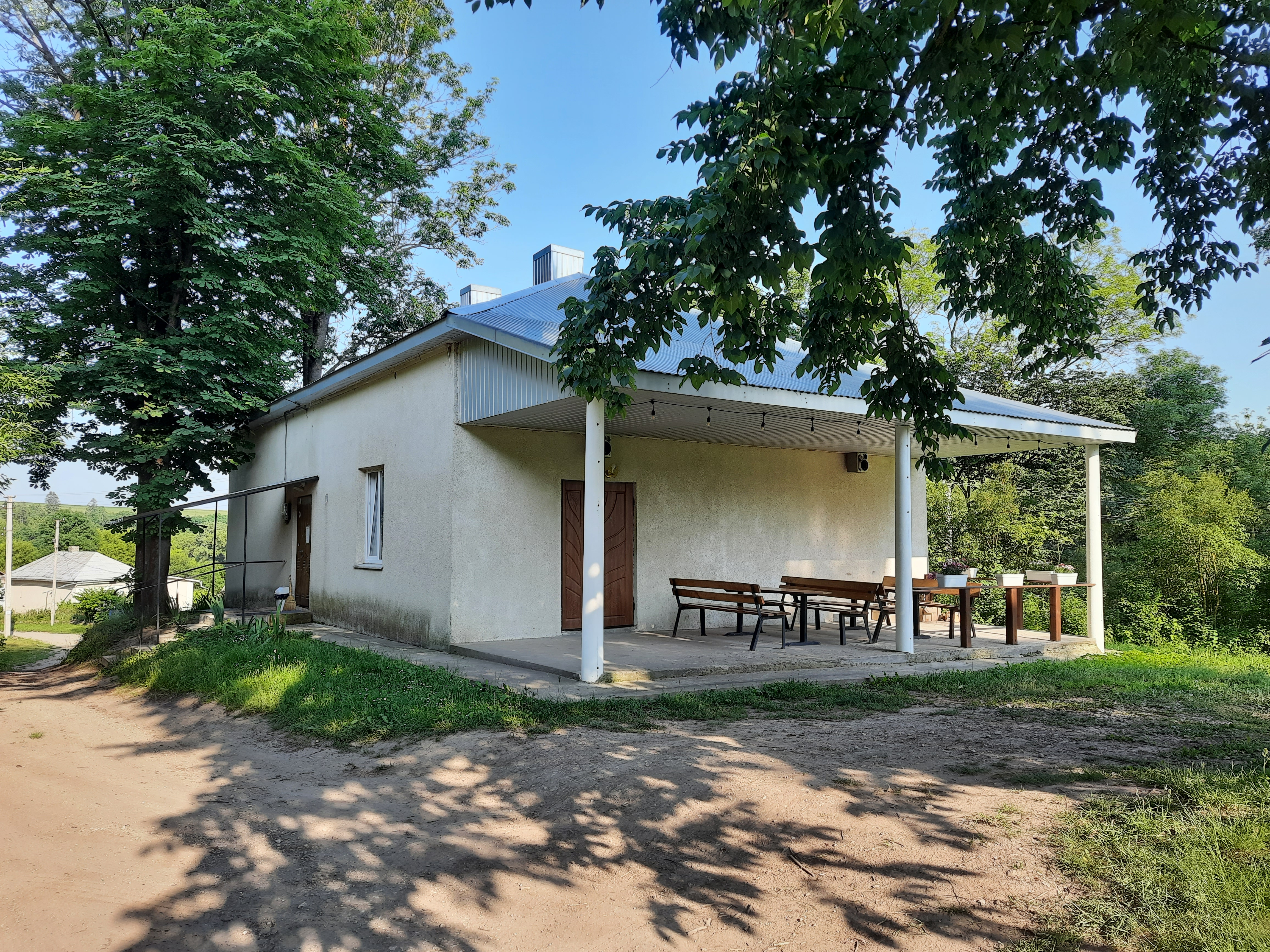
Крамниця
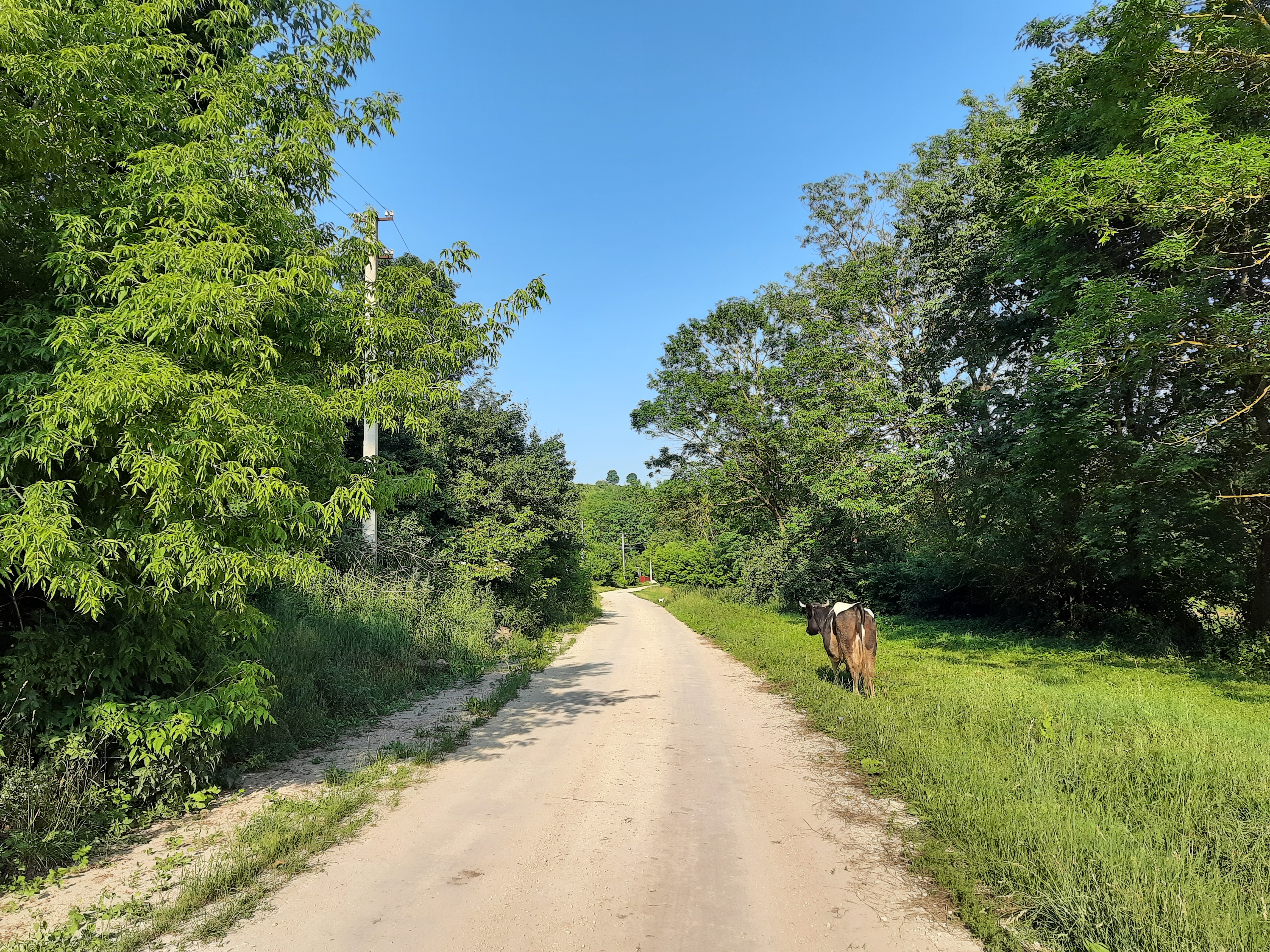
Сільська вулиця